# Nando Rafael
Nando Rafael (* 10. Januar 1984 in Luanda, Angola) ist ein deutsch-angolanischer ehemaliger Fußballspieler.

## Vor dem Profisport
Sein Heimatland Angola verließ er im Alter von acht Jahren, nachdem beide Eltern im Bürgerkrieg ums Leben gekommen waren. Rafael überlebte nur, weil er zum Zeitpunkt des Angriffs im Nachbarort Fußball spielte. Zunächst wanderte er illegal in die Niederlande ein. Er bekam nach langen Auseinandersetzungen mit den niederländischen Behörden jedoch keine Arbeitserlaubnis, was ihn schließlich nach Deutschland führte. Seit Juli 2005 besitzt er die deutsche Staatsangehörigkeit.

## Karriere

### Verein
Schon in Angola spielte Rafael Fußball. In den Niederlanden schloss er sich der renommierten Jugendabteilung von Ajax Amsterdam an, um dort sein Fußballspiel zu verbessern. Im Sommer 2002 wechselte er nach Berlin zu Hertha BSC. Obwohl er dort in drei Jahren viele Einsätze hatte, sollte der endgültige Durchbruch nicht gelingen, weshalb er im Winter 2006 die Berliner verließ, um bei Borussia Mönchengladbach einen Neuanfang zu starten. In seiner zweiten Saison bei der Borussia stieg die Mannschaft in die zweite Liga ab. Dort gehörte Rafael mit nur zwölf Einsätzen nicht zum Stammpersonal der Borussia. Am Ende der Saison 2007/08 stieg er mit dem Team wieder in die Bundesliga auf. Trotz dieses Erfolgs entschied sich Rafael zu einem erneuten Vereinswechsel. In Dänemark bei Aarhus GF fand er einen neuen Arbeitgeber. Dort erzielte er in 32 Ligaspielen zehn Tore.
Zu Beginn der Rückrunde der Saison 2009/10 verpflichtete damalige deutsche Zweitligist FC Augsburg Rafael. Er unterschrieb an seinem Geburtstag einen Vertrag bis Saisonende. Am Ende der Spielzeit 2010/11 stieg Rafael mit dem FC Augsburg in die Bundesliga auf. Am 31. März 2012 (28. Spieltag) erzielte er beim 2:1-Sieg im Heimspiel über den 1. FC Köln mit dem Siegtreffer in der 45. Minute per Elfmeter sein erstes Bundesligator für Augsburg. In der Sommerpause 2012 wechselte Rafael zu Fortuna Düsseldorf. Da er nur einen Vertrag mit Gültigkeit für die Bundesliga hatte, endete sein Engagement mit dem Abstieg der Düsseldorfer zum Ende der Saison 2012/13. Insgesamt absolvierte er für die Düsseldorfer 11 Spiele und erzielte dabei 2 Tore.
Am 1. Juli 2013 wurde er vom chinesischen Erstligisten Henan Jianye verpflichtet. Nachdem er seit dem 1. Januar 2015 vereinslos war, verpflichtete ihn der VfL Bochum im Sommer 2015 und stattete ihn mit einem Einjahresvertrag aus, der für die Zweitligasaison 2015/16 gültig war. In dieser Saison absolvierte Rafael acht Zweitligaspiele für Bochum, in denen er ein Tor erzielte. Nach Saisonende verließ er Bochum wieder. Im Januar 2017 absolvierte er ein Probetraining beim ehemaligen Bundesligisten SV Waldhof Mannheim, der in der 3. Fußball-Liga spielt, wurde aber nicht verpflichtet. Ende März 2017 gab der FC 08 Homburg die Verpflichtung Rafaels zur Saison 2017/18 bekannt, der allerdings mit dem Abstieg der Homburger in die Oberliga seine Gültigkeit verlor.
Im Sommer 2019 schloss er sich der SG Germania Birklar in der Kreisliga A Gießen an. Seit Oktober 2021 spielt er bei Union Niederrad in der Kreisoberliga Frankfurt.

### Nationalmannschaft
Rafael absolvierte für die deutsche U-21-Nationalmannschaft 13 Länderspiele und erzielte dabei fünf Tore. Am 5. Januar 2012 wurde er erstmals in die Angolanische Fußballnationalmannschaft berufen und gab sein Debüt am 26. Januar 2012 beim Afrika-Cup gegen den Sudan.

## Privat
Rafael lebt mit seiner Freundin zusammen. Die gemeinsame Tochter kam im Dezember 2006 zur Welt.
Seit 2011 engagiert sich Nando Rafael bei Show Racism the Red Card Deutschland e. V. Er beteiligte sich durch eine Videobotschaft an der Bildungsinitiative und berichtete über seine eigenen Erfahrungen mit Rassismus und Diskriminierung.